# Konsulat (Römisches Reich)
Das (fachsprachlich oft der) Konsulat (oder Consulat, lateinisch consulatus, deswegen fachsprachlich Maskulinum), das Amt oder die Amtszeit eines Konsuls (lateinisch consul), war das höchste zivile und militärische Amt der Ämterlaufbahn (cursus honorum) in der Römischen Republik. Es bestand bis in die Spätantike und verlor zwar mit dem Beginn der Kaiserzeit einen Großteil seiner politischen Bedeutung und Macht, blieb jedoch weiterhin ein höchst prestigeträchtiges Amt.
Es wurden jährlich jeweils zwei Konsuln von einer der römischen Volksversammlungen, den comitia centuriata, gewählt, die im Laufe der Zeit zu schwankenden Daten ihr Amt antraten. Erst 153 v. Chr. wurde der Zeitpunkt auf den 1. Januar vorverlegt, der seither als Jahresanfang galt, denn die Konsuln waren die eponymen (griechisch: „namensgebenden“) Beamten Roms, nach denen also die Jahre benannt wurden (siehe Liste der römischen Konsuln). Bis 153 war daher der Dezember der zehnte Monat des Jahres gewesen. Als Jahresnennung wurden die Namen der beiden Konsuln hintereinander im Ablativ angegeben, zum Beispiel bedeutet die Angabe Cn. Domitio C. Sosio consulibus zu einem Ereignis, dass es sich im Jahr 32 v. Chr. ereignete, als Gnaeus Domitius und Gaius Sosius Konsuln waren. Ein ehemaliger Konsul (consularis bzw. Konsular) war stets besonders angesehen und gehörte zur senatorischen Elite.

## Römische Republik

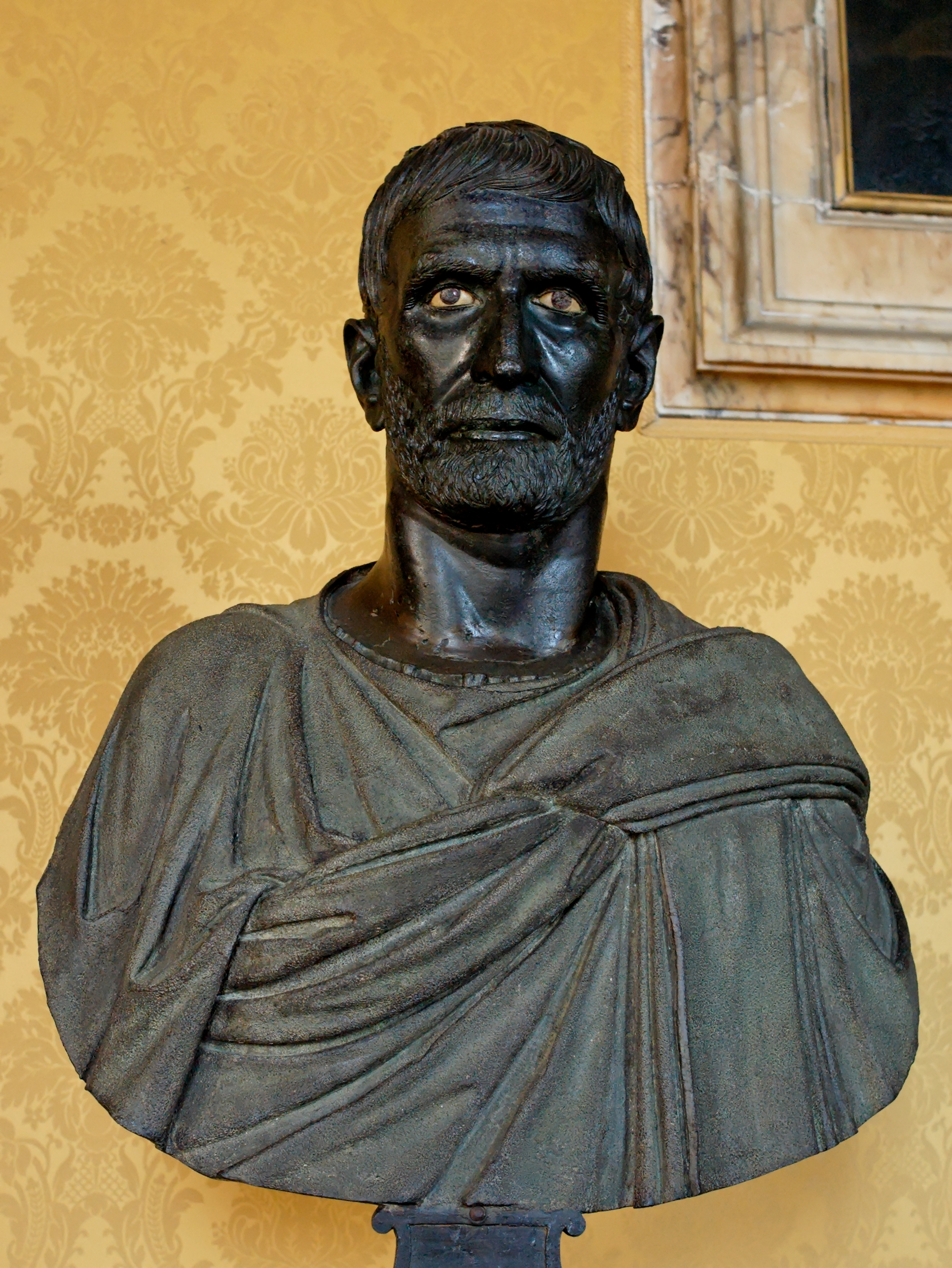
So genannter „Brutus“, Kapitolinische Museen

### Unsichere Anfänge: 509–290 v. Chr.
Eingeführt wurde das Konsulat laut der späteren Tradition im Jahr 509 v. Chr. mit dem Sturz des letzten römischen Königs, als Lucius Iunius Brutus der erste Konsul Roms geworden sein soll. Doch ist diese Angabe seit langer Zeit sehr umstritten, wie im Grunde alles, was die römische Geschichte vor etwa 300 v. Chr. betrifft. In der Frühzeit der Republik mussten die Amtsträger wohl dem Stand der Patrizier angehören, was sich erst 367 v. Chr. durch die leges Liciniae Sextiae änderte. Mit diesen Gesetzen am Ende der Ständekämpfe der frühen Republik wurden alle wichtigen Magistraturen auch den Plebejern zugänglich. Angeblich musste ein Konsul fortan einer plebejischen Familie entstammen. Zweck dieser Regelung war wohl die gegenseitige Kontrolle der beiden Stände.
Nach den Samnitenkriegen, ab 290 v. Chr., verfestigte sich der Kreis der plebejischen Familien, die in die höheren Ämter gelangten, und es kam zur Verschmelzung der beiden Stände zu einer neuen Aristokratie, der sogenannten Nobilität, die sich nicht primär durch Abstammung, sondern durch Leistungen für die Republik zu legitimieren suchte. Dadurch wurde die schichtenspezifische Kontrollfunktion hinfällig und das Prinzip der Kollegialität diente nur noch der Verhinderung des Amtsmissbrauchs. Viele, zumal deutsche, Althistoriker gehen heute davon aus, dass das Konsulat erst in dieser Zeit, also irgendwann zwischen 367 und 300, geschaffen wurde, während zuvor ein einziger Oberbeamter, der praetor maximus, an der Spitze des Staates gestanden habe. Die Konsullisten seien für die Frühzeit fiktiv und erst nachträglich konstruiert worden.

### Wahlvorgang
In der Republik wurden die Konsuln von den Zenturiatskomitien gewählt. Die Voraussetzung für eine Bewerbung um das Amt des Konsuls war in der Regel die Bekleidung der Ämter des cursus honorum. Bewerber mussten gegen Ende der Republik ein Mindestalter von 42 Jahren haben, um zu kandidieren. Um eine Alleinherrschaft und Machtmissbrauch zu verhindern, war die Ausübung des Amtes auf ein Jahr begrenzt (Annuität) und gleichberechtigt auf zwei Konsuln aufgeteilt (Kollegialität). Starb ein Konsul während der Ausübung seiner Tätigkeit oder legte sein Amt nieder, so wurde ein consul suffectus (Suffektkonsul bedeutet Ersatzkonsul) nachgewählt. Starben beide Konsuln, wurde vom Senat ein interrex zur Abhaltung von Konsulwahlen ernannt. In der Krisensituation des Jahres 52 v. Chr. wurde Gnaeus Pompeius Magnus zunächst ohne Wahl zum alleinigen Konsul (consul sine collega) ernannt, bevor er nach mehreren Monaten einen Kollegen erhielt.

### Kompetenzen
Die Konsuln hatten gemeinsam mit den Prätoren als einzige römische Magistrate das imperium inne, und innerhalb ihrer Amtsführung konnte nur von ihrem jeweiligen collega mit seinem Veto (lateinisch „ich verbiete“) oder von einem Volkstribunen eine Entscheidung rückgängig gemacht bzw. gestoppt werden. Das imperium beinhaltete zudem das Recht zur Truppenführung und zur Verhängung von Kapitalstrafen über römische Bürger, symbolisiert durch die fasces. (In der späteren Zeit der Republik erlangten vereinzelt auch die kurulischen Ädilen das imperium.)
Die Konsuln hatten den Vorsitz des Senats inne, worin sie sich monatlich abwechselten. Ihnen stand der militärische Oberbefehl zu, bei dem sie sich im Kriegsfall täglich abwechselten, sofern beide gemeinsam bei einem Heer waren (inwieweit sich hier seit Sulla etwas änderte, ist in der Forschung umstritten). Sie brachten Gesetzesanträge im Senat ein, deren Ausführung die Quästoren überwachen mussten. Zudem waren sie berechtigt, die comitia centuriata einzuberufen. Zu ihren Aufgaben gehörte außerdem die Einweihung von Tempeln, der Vollzug von Opferungen und die Auspizien. Die den Konsuln obliegenden Verwaltungsaufgaben wurden mit der Zeit zunehmend auf andere Amtsträger übertragen, so dass das Konsulat vor allem ein politisches Amt war.

### Insignien und Privilegien
Die äußeren Erkennungsmerkmale eines Konsuls waren das Anrecht auf den kurulischen Stuhl, die toga praetexta und zwölf Liktoren, die die fasces trugen. Außerhalb des Pomeriums gehörten zu diesen fasces auch Äxte, als Symbol für das Recht der Konsuln, im Krieg auch römische Bürger hinrichten lassen zu dürfen. Beim Amtsantritt wurde oft ein Umzug, der processus consularis, veranstaltet, der im Laufe der Zeit immer prächtiger wurde.
Ein großer Teil der gewählten Amtsträger entstammte alten Familien, die bereits in früheren Jahren einen Konsul gestellt hatten. Es war dabei in der Regel nicht nur das Jahr als aktiver Konsul, was die Bewerbung um das Amt so erstrebenswert machte, sondern vor allem der Umstand, dass man erst als gewesener Konsul zur Machtelite zählte. Die ehemaligen Konsuln, die consulares, bildeten eine sehr einflussreiche Gruppe im römischen Senat. Erreichte ein Bürger als erstes Mitglied seiner Familie (als homo novus) das Konsulat, so kam dies einer Aufnahme in die römische Nobilität gleich: Der Konsul und seine direkten Nachfahren waren damit faktisch geadelt. Dies geschah am Ende der Römischen Republik nur noch selten, in der Kaiserzeit dafür wieder umso häufiger.
Das Amt eines Konsuls – wie auch die anderen Staatsämter – wurde nicht entlohnt, sondern es wurde im Gegenteil erwartet, dass die Amtsträger eigenes Vermögen in den Staatshaushalt einbrachten. Einen Ausgleich dafür stellte die prokonsularische Zeit dar, in der den aus dem Amt geschiedenen Konsuln eine prokonsularische Provinz zur Verwaltung zugewiesen wurde, meist für eine Dauer von einem oder (seltener) zwei Jahren. Sie regierten dort als Statthalter mit militärischem Kommando (pro consule) im Gegensatz zu den ehemaligen Prätoren, die meist als Statthalter ohne militärisches Kommando entsandt wurden, auch wenn sie prinzipiell ebenfalls über ein imperium verfügten. Vor allem in der späten Republik bot die Statthalterschaft über eine Provinz die Möglichkeit, sich massiv zu bereichern, und zudem konnte man hoffen, durch militärische Operationen zusätzlichen Ruhm zu erwerben.

### Machtbeschränkung
Wann genau die Konsuln den größeren Teil ihrer Machtbefugnisse einbüßten, ist in der Forschung seit langem umstritten. Während manche Althistoriker annehmen, der entscheidende Machtverlust, vor allem in Hinblick auf das Kommando römischer Truppen, sei bereits um 80 v. Chr. mit Sulla eingetreten, gehen die meisten davon aus, dies sei erst in den ersten Jahren des Prinzipats geschehen, als Augustus die militärischen Kompetenzen des Amtes 18 v. Chr. stark beschnitten habe.

## Kaiserzeit und Spätantike

### Prinzipat
In der Kaiserzeit verlor das Amt sehr bald jeden realen politischen Einfluss. Tiberius übertrug die Wahl der Konsuln und Prätoren 14 n. Chr. dem Senat, und schließlich wurde das Amt nur noch vom Kaiser verliehen; es war aber weiterhin höchst angesehen und sehr begehrt, da seine Bekleidung nach wie vor den Zugang zur Reichsaristokratie bedeutete. Bis ins 3. Jahrhundert (bis zu Macrinus bzw. Maximinus Thrax) galten zudem nur gewesene Konsuln als „kaiserfähig“, als capax imperii; auch Positionen wie die des Stadtpräfekten, des Statthalters von Asia oder Africa oder einer Provinz mit mehreren Legionen waren bis in diese Zeit Konsularen vorbehalten. Das Konsulat galt als unverzichtbar für eine römische res publica: Auch im zeitweilig vom Rom abgefallenen Gallischen Sonderreich, das von 260 bis 274 bestand, gab es Konsuln, deren Namen jedoch nicht durchgängig überliefert sind.
Oftmals übernahmen die Konsuln ihr Amt in der Kaiserzeit nur noch für einige Monate, um Nachrückern (Suffektkonsuln) ebenfalls die Nobilitierung und die Qualifikation für höchste Ämter zu ermöglichen. Daher galt es als besonders ehrenvoll, als ordentlicher Konsul (consul ordinarius) dem Jahr den Namen zu geben, und die größte Ehre war es, als Kollege eines Kaisers das Amt zu bekleiden. Formal allerdings galten auch ehemalige Suffektkonsuln als vollwertige Konsulare; zu dieser Gruppe zählte zum Beispiel der spätere Kaiser Septimius Severus. Erst im 3. Jahrhundert wurde es möglich, vom Kaiser direkt im Rang eines gewesenen Konsuls in den Senat aufgenommen zu werden, ohne das Amt überhaupt bekleidet zu haben (adlectio inter consulares). Von amtierenden Konsuln wurde zunehmend erwartet, zumindest aus Anlass ihres Amtsantrittes prächtige Spiele oder Wagenrennen auszurichten – bis sie schließlich gesetzlich dazu verpflichtet wurden.

### Spätantike

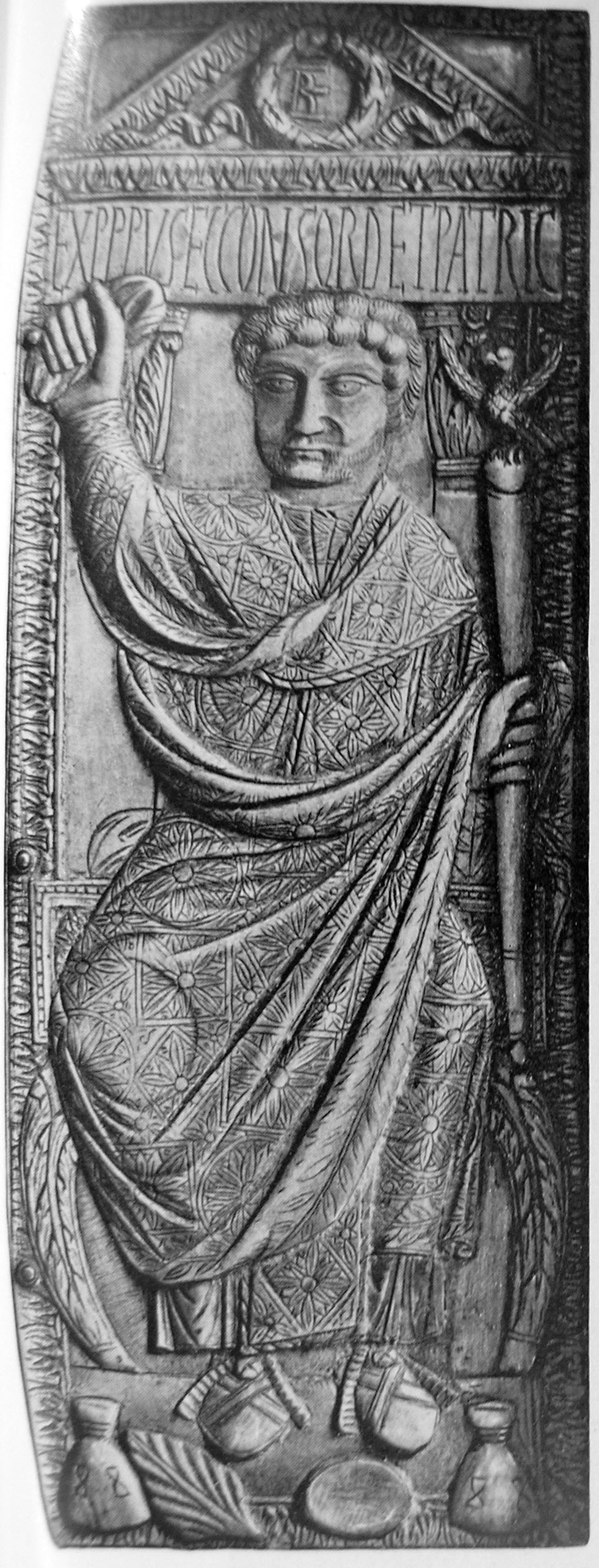
Der consul ordinarius des Jahres 487, Manlius Boethius, in seiner trabea (Elfenbeindiptychon)

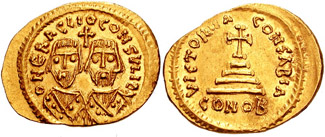
Solidus des Herakleios aus dem Jahr 608, der ihn und seinen Vater als Konsuln zeigt

Als in der Mitte des 3. Jahrhunderts konsularischer Rang aufhörte, Voraussetzung für wichtige Posten zu sein, verlor das Suffektkonsulat massiv an Ansehen. Für das ordentliche Konsulat galt dies hingegen keineswegs, denn auch in der Spätantike (4. bis 6. Jahrhundert) wurde das Amt immer noch häufig von den Kaisern bekleidet; so war Theodosius II. insgesamt achtzehnmal ordentlicher Konsul. Die Ernennung der Jahreskonsuln lag nun vollständig beim Kaiser, der Senat durfte allerdings noch Suffekt- und Ehrenkonsulate verleihen. Der amtierende ordentliche Konsul galt nach wie vor als der höchste Magistrat; er trug grundsätzlich die toga picta bzw. die trabea und hatte – wiewohl real nun vollkommen machtlos – Vortritt vor allen anderen Würdenträgern außer dem Kaiser. Wie schon in der späten Republik traten die beiden Konsuln weiterhin am 1. Januar ihr Amt an, nun aber verbunden mit einem Umzug (pompa), Geldspenden an Volk und Heer und enorm kostspieligen Spielen oder Wagenrennen. Einer der beiden, der consul prior, wurde dabei spätestens seit der Hohen Kaiserzeit stets an erster Stelle genannt und genoss damit einen gewissen Ehrenvorrang. Nach der so genannten Reichsteilung von 395 wurde in der Regel (aber nicht immer) je ein Konsul vom Ost- und Westkaiser ernannt; datiert wurde weiterhin reichsweit nach beiden. Auch nach dem Ende des weströmischen Kaisertums 476/80 wurde diese Praxis noch einige Jahrzehnte beibehalten. Im Oströmischen Reich wurde das Konsulat schließlich unter Kaiser Justinian I. 542 faktisch abgeschafft, da er ab diesem Jahr keine Konsuln mehr ernannte, obwohl er noch kurz zuvor die besondere Bedeutung des Amtes betont hatte. Der letzte weströmische Konsul bekleidete sein Amt unter der Herrschaft der Ostgoten im Jahr 534.
Dennoch blieb die Erinnerung an das enorme Prestige, mit dem das Konsulat verbunden war, im Westen lange lebendig – so ließ sich zum Beispiel noch Gregor der Große in seiner Grabinschrift als consul Dei (‚Konsul Gottes‘) bezeichnen. In Ostrom übernahmen überdies auch nach Justinian die Kaiser zu Beginn ihrer Herrschaft jeweils einmalig das Amt; Kaiser Maurikios bekleidete es 602 auch noch ein zweites Mal. Zudem wurde ein konsularischer Rang an einige sehr hochstehende Persönlichkeiten verliehen, ohne dass diese das Amt an sich bekleidet hatten; ein Beispiel ist Germanus.
Kaiser Herakleios (610–641) war dann der letzte, der in seinem ersten Regierungsjahr formal das Konsulat innehatte. Er war zuvor zusammen mit seinem gleichnamigen Vater bereits 608 im Zuge seiner Rebellion gegen Kaiser Phokas in Karthago zum Konsul erhoben worden – ein äußerst ungewöhnlicher Schritt. Zu den von diesem Herrscher durchgeführten Reformen zu Modernisierung und Gräzisierung des Reiches gehörte auch die endgültige Abschaffung dieser altrömischen Tradition.